# Мікеле Падовано
Мікеле Падовано (італ. Michele Padovano, нар. 28 серпня 1966, Турин, Італія) — італійський футболіст, що грав на позиції нападника. По завершенні ігрової кар'єри — спортивний функціонер.
Виступав, зокрема, за клуб «Ювентус», а також національну збірну Італії.
Дворазовий володар Суперкубка Італії з футболу. Чемпіон Італії. Переможець Ліги чемпіонів УЄФА. Володар Міжконтинентального кубка. Володар Суперкубка УЄФА.

## Клубна кар'єра
У дорослому футболі дебютував 1985 року виступами за команду клубу «Асті ТСК», в якій провів один сезон, взявши участь у 24 матчах чемпіонату.
Згодом з 1986 по 1995 рік грав у складі команд клубів «Козенца», «Піза», «Наполі», «Дженоа», «Реджана» та «Дженоа».
Своєю грою за останню команду привернув увагу представників тренерського штабу клубу «Ювентус», до складу якого приєднався 1995 року. Відіграв за «стару сеньйору» наступні два сезони своєї ігрової кар'єри. Більшість часу, проведеного у складі «Ювентуса», був основним гравцем атакувальної ланки команди. За цей час додав здобув два титули володаря Суперкубка Італії з футболу, ставав чемпіоном Італії, переможцем Ліги чемпіонів УЄФА, володарем Міжконтинентального кубка, володарем Суперкубка УЄФА.
Протягом 1997—2000 років захищав кольори клубів «Крістал Пелес» та «Мец».
Завершив професійну ігрову кар'єру у клубі «Комо», за команду якого виступав протягом 2000—2001 років.

## Виступи за збірну
1997 року провів оди матч у складі національної збірної Італії.
| Дата      | Місто  | Господарі | Результат | Гості   | Турнір            | Голи | Примітки |
| --------- | ------ | --------- | --------- | ------- | ----------------- | ---- | -------- |
| 29-3-1997 | Трієст | Італія    | 3 – 0     | Молдова | Відбір до ЧС 1998 | -    | 68'      |
| Усього    |        | Матчів    | 1         |         | Голів             | -    |          |

## Досягнення
- Чемпіон Італії:

«Ювентус»: 1996–1997
- Переможець Ліги чемпіонів УЄФА:

«Ювентус»: 1995–1996
- Володар Суперкубка Італії з футболу:

«Ювентус»: 1995, 1997
- Володар Міжконтинентального кубка:

«Ювентус»: 1996
- Володар Суперкубка УЄФА:

«Ювентус»: 1996